# 定山渓鉄道モ800形電車
定山渓鉄道モ800形電車（じょうざんけいてつどうモ800がたでんしゃ）は、定山渓鉄道（現：じょうてつ）が1969年まで所有していた電化鉄道路線（定山渓鉄道線）に在籍した電車の1形式。戦後初の新型車両として1950年から営業運転を開始した。

## 概要・運行
第二次世界大戦終戦後の混乱が落ち着きを見せ始める中、札幌市では郊外の住宅地の範囲が拡大を続け、定山渓鉄道線沿線にも及ぶようになった結果、同路線の通勤・通学客の利用が増加し始めた。それを受けて定山渓鉄道が導入した2両の電車がモ800形である。
運輸省によって定められた規格に基づき設計された規格形電車のうち2両を割り当てる形で製造が実施され、乗降扉は3箇所、車内の座席はロングシートと通勤・通学輸送に適した構造となっていた。車体は半鋼製で、従来の電車（2,710 - 2,730 mm）よりも車幅が2,820 mmに拡大しており、導入に際しては特別設計認可が必要となった。主電動機の出力や歯車比も高速運転が可能な数値とし、従来車から性能が向上した。
2両（モ801、モ802）共に竣工日は1950年4月17日で、普通列車に加えて優等列車が設定されていた時代には他の戦後製電車と編成を組み準急・急行列車にも使用された。製造当初の塗装はフェザントグリーン1色であったが、後に全体がアイボリー、窓回りがスカーレットという塗り分けに変更された。定山渓鉄道線が廃止となった1969年10月31日まで使用され、他社への譲渡も行われず廃車・解体された。